# Viện hàn lâm Khoa học châu Âu
Viện hàn lâm Khoa học châu Âu (tiếng Latinh: Academia Scientiarum Europaea) là một tổ chức phi lợi nhuận quốc tế nhằm mục đích thúc đẩy sự tìến bộ của khoa học và kỹ thuật.
Viện hàn lâm Khoa học châu Âu liệt kê khoảng 650 viện sĩ thuộc 63 quốc gia, trong đó có 65 người từng đoạt giải Nobel và Huy chương Fields. Viện được thành lập do sắc lệnh ngày 17/12/2003 của vua Bỉ, được đăng ký hoạt động theo luật của Bỉ và có trụ sở ở thành phố Liège, Bỉ.
Hàng năm Viện xuất bản các niên giám đa ngành, các số báo đặc biệt cũng như các bản tin điện tử về khoa học và công nghệ. Viện hợp tác với các viện khác về tổ chức các cuộc hội thảo và hội nghị và cũng hợp tác trong việc trao giải thưởng khoa học quốc tế, nhất là Huy chương Blaise Pascal hàng năm.

## Các phân ban
Viện hàn lâm Khoa học châu Âu có 7 phân ban: 
- Sinh học và Khoa học đời sống
- Vật lý học và Khoa học Trái Đất
- Hóa học
- Toán học
- Khoa học máy tính
- Khoa học kỹ thuật và Khoa học vật liệu
- Khoa học xã hội.

## Những mục tiêu
Mục tiêu chủ yếu của Viện là thiết lập sự cộng tác hiệu quả giữa các nhà khoa học, cá nhà nghiên cứu, các nhà giáo dục, các kỹ sư và các nhà chức trách công cộng trên toàn cầu. Viện thúc đẩy sự tương tác giữa nghiên cứu cơ bản và nghiên cứu ứng dụng cùng giúp cho việc truyền kiến thức tới người sử dụng được dễ dàng hơn. Viện góp phần vào sự phát triển các chính sách quốc tế về khoa học và công nghệ và tạo điều kiện cho việc tạo ra một khối lượng quan trọng cần thiết để giải quyết các vấn đề khoa học quan trọng nhất. Viện dựa vào các thành viên của mình và thông tin hiện tại về tiến bộ khoa học và công nghệ để xác định các vấn đề quan trọng nhất và để thảo luận những phương cách cho các giải pháp.

## Huy chương Blaise Pascal

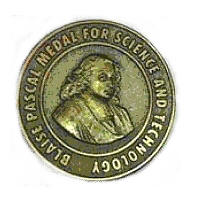
Huy chương Blaise Pascal

Viện hàn lâm Khoa học châu Âu lập ra Huy chương Blaise Pascal cho Khoa học và Cộng nghệ từ năm 2003 để công nhận những cống hiến xuất sắc cho khoa học và công nghệ và để thúc đẩy sự ưu việt trong nghiên cứu và giáo dục. Mỗi năm Viện có thể trao tối đa 7 huy chương Blaise Pascal.

## Sự việc gây tranh cãi
Viện đã bị điều tra về việc lập danh sách các viện sĩ mà họ không hay biết việc sử dụng tên của họ, về việc tổ chức các cuộc họp bí mật, và về các cáo buộc gian lận sử dụng kinh phí nghiên cứu. Viện hàn lâm Khoa học châu Âu không phải là thành viên của các tổ chức mẹ (umbrella organizations) như InterAcademy Panel on International Issues (Ban liên viện hàn lâm về các vấn đề quốc tế) hoặc All European Academy (Hàn lâm viện toàn châu Âu), và Hội Hoàng gia Luân Đôn đã đưa ra một tuyên bố vào ngày 31 tháng 10 năm 2002 cảnh báo các nhà khoa học "phải thận trọng trước khi thực hiện các cam kết tài chính" để cho Viện hàn lâm Khoa học châu Âu.